# Рабочее слово
рос. «Рабочее слово» укр. Робітниче слово — газета залізничників і транспортних будівельників Південно-Західної залізниці.
Засновники — Управління Південно-Західної залізниці, Дорпрофсож і трудовий колектив редакції газети. Видавець — Управління Південно-Західної залізниці. Реєстраційне свідоцтво КВ № 560 від 1 квітня 1994 року. Передплатний індекс 61014
Адреса редакції: 01601, м. Київ-34, вул. Лисенка, 6.
приймальня головного редактора 465-41-48
зав. відділом, кореспонденти 465-41-47, 465-41-51
Перший номер вийшов у 2 грудня 1922 під назвою рос. «Эхо гудка».
В 2012 загальний тираж «Рабочего слова» становить майже 30 тис. примірників.
Газета, зокрема, містить розділи: «Подорожуймо разом», «Батьки і діти», «Жіноча колія», «Чоловіча справа» «Вагон порад», «Ваше здоров'я», дитяча сторінка «Веселий вокзал», «Хронограф», «Моя країна — Україна», «Спорт» «І жартома, і всерйоз», «Літературна сторінка», «Гуморосатировіз».

## Люди
- Задворнов Віктор Вікторович — головний редактор.